# ريان هتان
ريان عيسى هتان، لاعب كرة قدم سعودي، يلعب في نادي الريان.

## مسيرة اللاعب
لعب في نادي جدة ونادي الانتصار ونادي الأخدود ونادي الريان.